# Villas de San Felipe
Villas de San Felipe är en ort i Mexiko.   Den ligger i kommunen San Francisco de los Romo och delstaten Aguascalientes, i den centrala delen av landet, 400 km nordväst om huvudstaden Mexico City. Villas de San Felipe ligger 1 927 meter över havet och antalet invånare är 496.
Terrängen runt Villas de San Felipe är lite kuperad. Runt Villas de San Felipe är det tätbefolkat, med 459 invånare per kvadratkilometer. Närmaste större samhälle är Aguascalientes, 10,6 km söder om Villas de San Felipe. Trakten runt Villas de San Felipe består till största delen av jordbruksmark.